# BM Elda Prestigio
BM Elda Prestigio (pełna nazwa: Balonmano Elda Prestigio), hiszpański klub piłki ręcznej kobiet, powstały w 1985 r. z bazą w Eldzie.

## Sukcesy
- Mistrzostwo Hiszpanii:
  -  1999, 2003, 2004, 2009
  -  2005, 2010
  -  1996, 1997, 1998, 2000, 2001, 2002, 2006, 2007